# 市川県
市川県（いちかわけん）は、1868年（慶応4年）に甲斐国内の幕府領を管轄するために明治政府によって設置された県。現在の山梨県中部、南部を管轄した。

## 概要
1724年（享保9年）に甲斐一国が幕府直轄領化されると、甲府町方は幕府直轄都市として老中配下の甲府勤番支配、在方は勘定奉行配下の三分代官支配となり、甲府代官所、市川代官所、石和代官所が設置された。
1868年（慶応4年）9月、新政府は市川陣屋に市川県を設置。同年10月には府中県、市川県、石和県の3県が甲斐府に統合されたことにより廃止された。甲斐府は甲府県を経て山梨県と改称され現在に至る。

## 沿革
- 1868年（慶応4年）
  - 9月4日 - 新政府が市川代官所が置かれた八代郡市川大門村（現在の西八代郡市川三郷町市川大門1790-3）の市川陣屋に市川県を設置。
  - 10月28日 - 甲斐国内の3県が合併して甲斐府が成立。同日市川県廃止。
  - 11月 - 市川郡政局を設置。
- 1869年（明治2年）7月 - 市川郡政局を甲府県庁に統合。

## 管轄地域
- 甲斐国
  - 山梨郡のうち - 10村
  - 八代郡のうち - 90村
  - 巨摩郡の一部のうち - 65村

## 歴代知事
- 1868年（慶応4年）9月4日 - 1868年（慶応4年）10月28日 ： 知県事・成沢公直